# Šurice
Šurice (maďarsky Sőreg) jsou obec na Slovensku v okrese Lučenec. Žije v ní 471 obyvatel. První písemná zmínka o vesnici pochází z roku 1245. Obec leží v Cerové vrchovině. Do jejího katastrálního území zasahuje část národní přírodní rezervace Pohanský hrad a nad vesnicí se nachází 84 metrů vysoké tufové skalní bradlo Soví hrad.